# Huis Liechtenstein

Wapen van het Huis Liechtenstein.

Het Huis Liechtenstein wordt tot de oudste adellijke families van Europa gerekend. Omstreeks 1136 duikt met Hugo van Liechtenstein voor het eerst een drager van deze naam op. Het Huis telt meer dan honderd leden, waarvan slechts een deel in het vorstendom Liechtenstein leeft.

## Herkomst

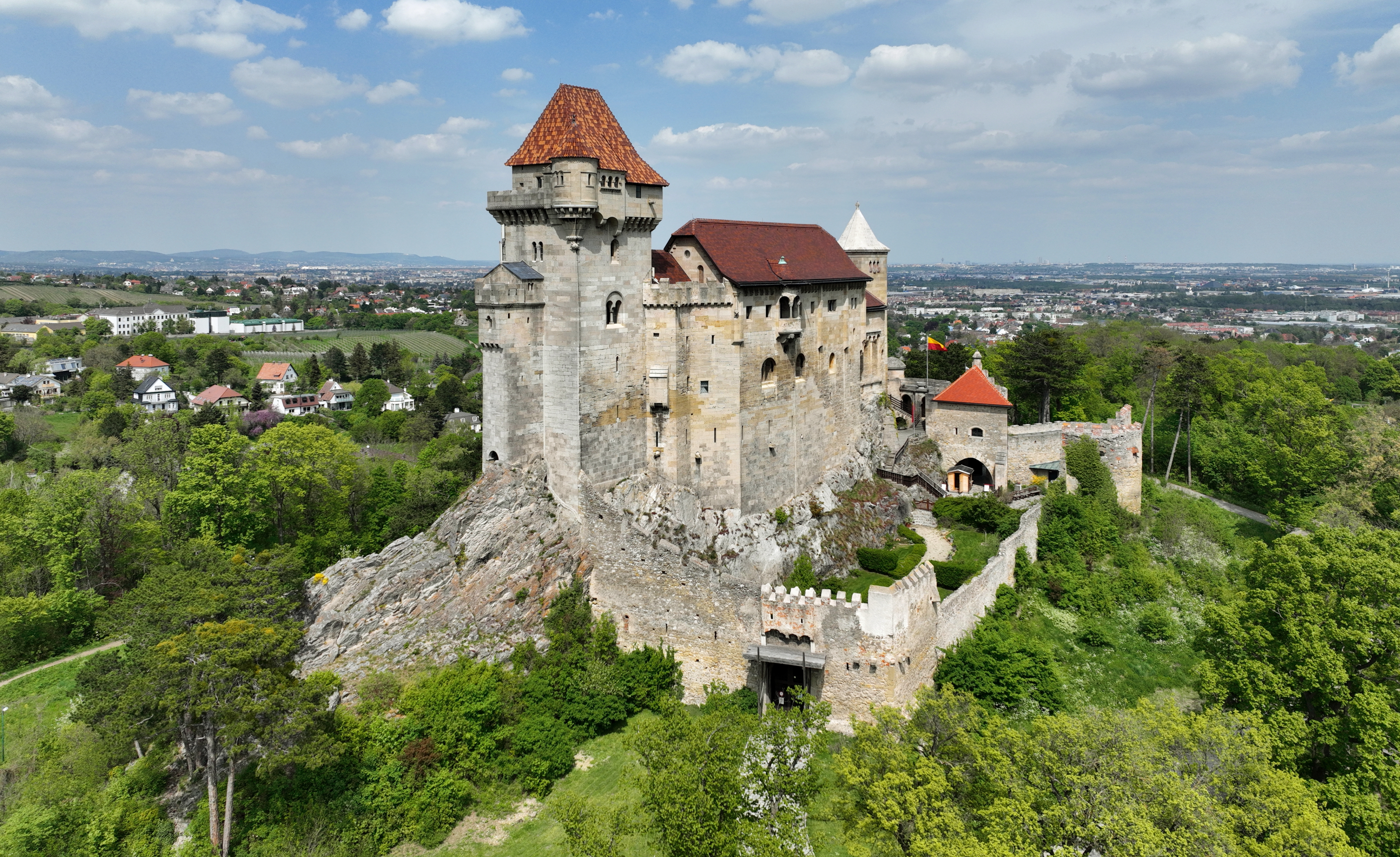
De Burcht Liechtenstein in Neder-Oostenrijk, ten zuiden van Wenen, waaraan de familie vermoedelijk haar naam ontleent.

De naam Liechtenstein komt waarschijnlijk van de Burcht Liechtenstein ten zuiden van Wenen. Opvallend hierbij is dat men twee geslachten Liechtenstein aantreft met nabijgelegen stamsloten, die bovendien onder elkaar huwden en zo één geslacht gingen vormen. In de omgeving van deze stamburcht en aan de noordoostelijke grenzen van Neder-Oostenrijk hadden de vroege Liechtensteiners grondbezit.
In het hertogdom Oostenrijk was de ambitieuze Boheemse koningszoon, later koning, Ottokar II Přemysl, die met een Babenbergse was getrouwd, er, nadat in 1246 de mannelijke lijn van het Huis Babenberg was uitgestorven, in geslaagd, tijdelijk de macht over te nemen. De eerste voorouder van de Oostenrijkse adellijke familie Liechtenstein die in de geschiedenis opduikt, is Hendrik I van Liechtenstein († 1265), die in 1249 Mikulov in Zuid-Moravië van Ottokar II, die hij politiek ondersteunde, als vrije eigendom werd geschonken.
Deze schenking was voor de geschiedenis van Liechtenstein van groot belang, omdat de familie hierdoor naast haar bezittingen in Oostenrijk ook een aanzienlijk grondbezit in de Boheemse Landen ontving, die pas in 1526 aan de Habsburgers zouden toevallen.
Hendrik II van Liechtenstein, de zoon van Hendrik I, schaarde zich, toen de Duitse koning Rudolf van Habsburg de legitimiteit van de heerschappij van Ottokar II in Oostenrijk aanvocht, echter aan de kant van de Duitse koning, die in 1278 zegevierde in de slag op het Marsveld bij Wenen. Als gevolg hiervan waren de Liechtensteiners tot 1918 meestal trouwe bondgenoten van de Habsburgers en werden deze voor hun loyaliteit passend beloond. Het vorstendom Liechtenstein werd gecreëerd in 1712 door de vereniging van Schellenberg en het graafschap Vaduz, gekocht van de graven van Hohenems.

## De huidige vorstelijke familie
De vorst is de leider van het vorstendom Liechtenstein en van het vorstenhuis en waakt volgens de Huiswet over haar "Ansehen, Ehre und Wohlfahrt" ("aanzien, eer en welvaart"). Na de dood van vorst Frans Jozef II op 13 november 1989 nam vorst Hans Adam II de regering over. Sinds 15 augustus 2004 is erfprins Alois regent van Liechtenstein, maar hij neemt de titel van vorst pas over wanneer zijn vader overlijdt.
De vorstelijke familie verkiest alle vijf jaren een familieraad, die voor allen als beroepsinstantie voor uitspraken in het verband met de Huiswet dient.
Vorst Hans Adam II en vorstin Marie hebben vier kinderen:
- erfprins Alois (11 juni 1968)
- prins Maximilian (16 mei 1969)
- prins Constantin (15 maart 1972)
- prinses Tatjana (10 april 1973)